# Pallavolo ai XIII Giochi del Mediterraneo - Torneo maschile
L'torneo maschile di pallavolo ai XIII Giochi del Mediterraneo si è svolto nel 1997 a Bari, in Italia, durante i XIII Giochi del Mediterraneo. Al torneo hanno partecipato 4 squadre nazionali di stati che si affacciano sul Mar Mediterraneo e la vittoria finale è andata per la seconda volta consecutiva alla Francia.

## Classifica finale
| Classifica | Squadre |
| ---------- | ------- |
|            | Francia |
|            | Turchia |
|            | Croazia |
| 4          | Italia  |